# Prometheus (nakladatelství)
Nakladatelství Prometheus (Prometheus, spol. s r. o.) je nakladatelství v Praze, které vydává učebnice matematiky a fyziky pro všechny stupně škol. Tyto koncepčně ucelené řady učebnic jsou doplněny o sbírky úloh, pracovní sešity a testy včetně dalších metodických a odborných publikací.
Rozšířená je série učebnic Matematika pro gymnázia. Ta obsahuje jedenáct dílů členěných dle témat, která popisují (např.: Základní poznatky z matematiky, Rovnice a nerovnice, Funkce atp.) První vydání těchto učebnic byla uvedena na trh již v 90. letech 20. století.